# サーニア (オンタリオ州)

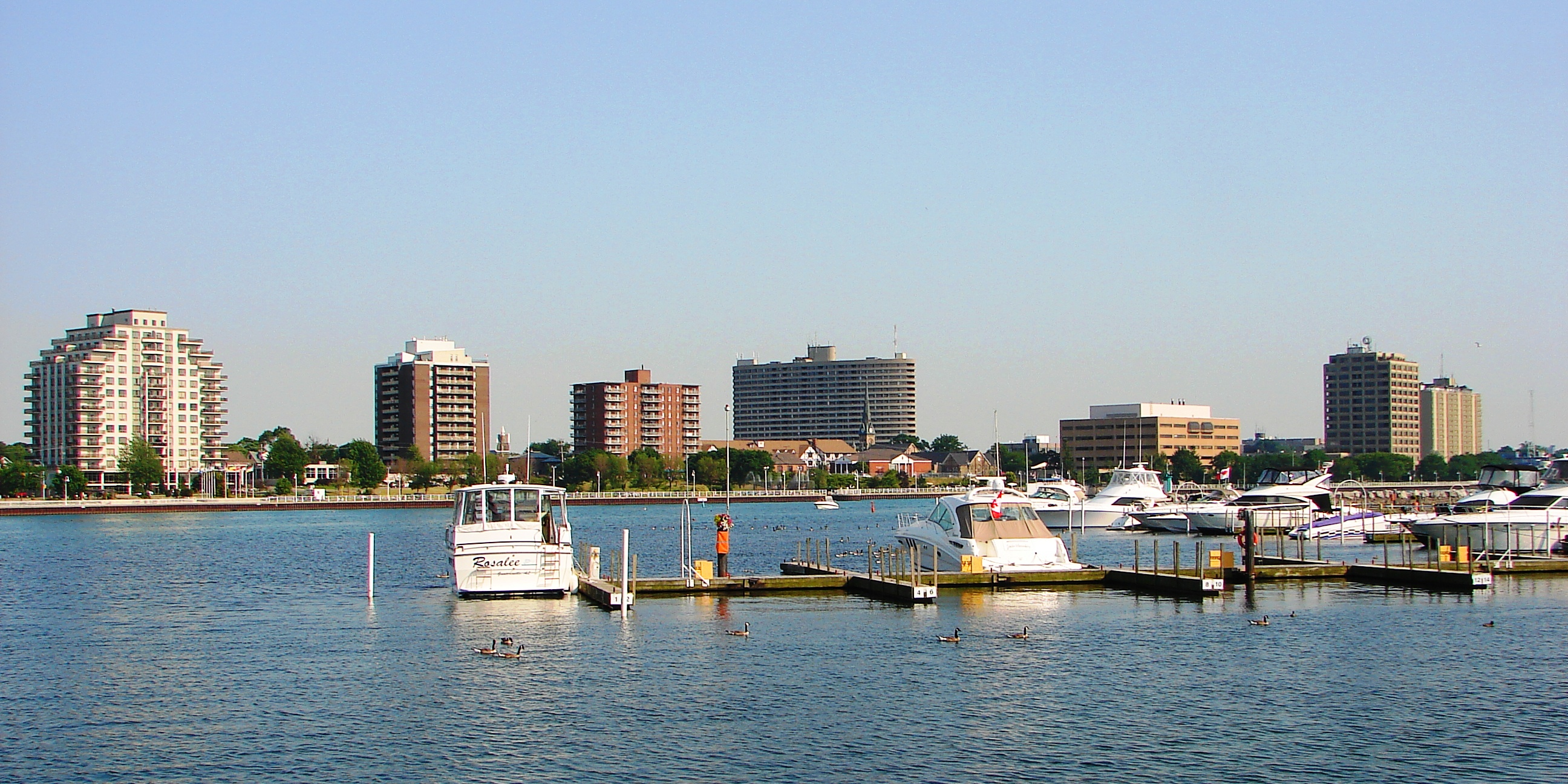

サーニア（Sarnia）は、カナダ・オンタリオ州のラムトン郡にある都市。人口は7万5268人（2022年推計）で、ヒューロン湖周辺では最大の都市である。五大湖水系のセントクレア川に面している。この川はカナダ＝アメリカ合衆国国境であり、対岸にはミシガン州のポートヒューロンがある。
サーニア港は五大湖の重要な寄港地として機能しており、穀物や鉱物、石油製品を積荷した貨物船が行き来することで知られる。

## 歴史
街の自然港に初めて関心を寄せたのはフランス人探検家ラ・サール（La Salle）であり、サーニアの語源はノルマンディー（フランス）の沖にあるチャンネル諸島・ガーンジー島の名前をラテン語にしたもの。
都市の名は幾度となく変わり、1830年代初頭、最初の入植が始まった当初は「"The Rapids"」と呼ばれた。1836年に「"Port Sarnia"」と変更され、以降、街は着実に発展し、1856年に町政が組織され、1914年にサーニア市「"City of Sarnia"」となった。
1991年、隣町クリアウォーター（Town of Clearwater）と合併。都市名はサーニア・クリアウォーター市「"City of Sarnia-Clearwater"」となり、人口7万人を超えるコミュニティとなる。1992年に再び、サーニア市「"City of Sarnia"、正式名称："The Corporation of the City of Sarnia"」となり、現在に至っている。
豊富な木材資源に囲まれた地勢にあり、近辺で石油が発見され、1858年に大西部鉄道（Great Western Railway）、1859年にグランド・トランク鉄道（Grand Trunk Railway(GTR)）が敷設されたことで街は発展した。これらの路線は後の1889年に、セント・クレア川の下を通るトンネルが出来たことでアメリカと直接つながるようになる。乗用車による移動はブルー・ウォーター・ブリッジ（Blue Water Bridge）が1938年に出来たことで容易となった。
1920年代に、現在もある船舶関連の施設が多く建設されたことで、不凍港であることを含め、水深の深い優れた交易港としての地位を得る。
1800年代の中頃以降から、同エリアにはすでに石油産業が入っており、1942年の第二次世界大戦時には合成ゴムを生産する会社としてポリマー社（Polymer corporation）が設立される。これが同市にとっては石油化学基地としての最初のステップとなる。

## 開発
1850年代に北米では最初となる石油（油田）がペトロリアの近辺で発見され、街は急速な発展を遂げる。
1891年、川の下を走る鉄道のトンネルとしては北米初となるセントクレア・トンネル（w:St. Clair Tunnel）が開通。当時の技術としては画期的な出来事となる。
1938年、ブルー・ウォーター・ブリッジが建設され、セント・クレア川の対岸、アメリカ側のポートヒューロン（ミシガン州）とつながった。この橋は現在、オンタリオ州の国道402号線（Highway 402）とアメリカの国道94号線（I-94）、国道69号線（I-69）とをつなぎ、物流・交通の重要な要所となっている。
第二次世界大戦時、ゴムの資源となる熱帯の天然ゴムが不足する危険にさらされたことで、合成ゴムの開発が急務となり、サーニアはこの開発の最前線に選ばれた。
アルバータ州の石油が大きなパイプラインを通してこの街まで運ばれており、石油精製や石油化学製品が市内の主力産業として街の経済を支えている。また、ケミカル・バレー「"Chemical Valley"」と呼ばれる市内の地下には大きな岩塩層があることが発見され、塩素を始めとして様々な成分の原料となっている。
産業が拡張されていく過程で、都市の人口はセント・クレア川沿いから東部に向かってヒューロン湖の湖岸沿いに移って行った。砂浜と水のきれいなビーチが観光客に人気で、港には娯楽用の船もある。シーズンにはマッキノー島（w:Mackinac Island）までを船で走るレースがあり毎年3,000以上もの帆走船が見られる。

## 教育
- ラムトン・カレッジ （Lambton College）

## 著名な出身者
- レーモンド・マリー・シェーファー：作曲家
- スーザン・クラーク：女優、エミー賞受賞
- サニー・レオーネ：ポルノ女優
- ロブ・トムソン：元プロ野球選手、指導者
- ニック・ブッチ：プロ野球選手
- デヴィッド・マギリヴレイ：フィギュアスケート選手
- マイケル・マリナロ：フィギュアスケート選手
- ドナルド・ジャクソン：フィギュアスケート選手
- マイク・ウェア：プロゴルファー
- スティーブ・モリター：元プロボクサー
- ランス・ストーム：元プロレスラー
- マーガレット・エリザベス・アームストロング：日本で活動した宣教師、教育者